# Maurice Hagemans
Maurice Hagemans est un peintre de l'École belge, considéré comme un impressionniste, né le 27 août 1852 à Liège et mort à Ixelles le 2 novembre 1917.

## Biographie

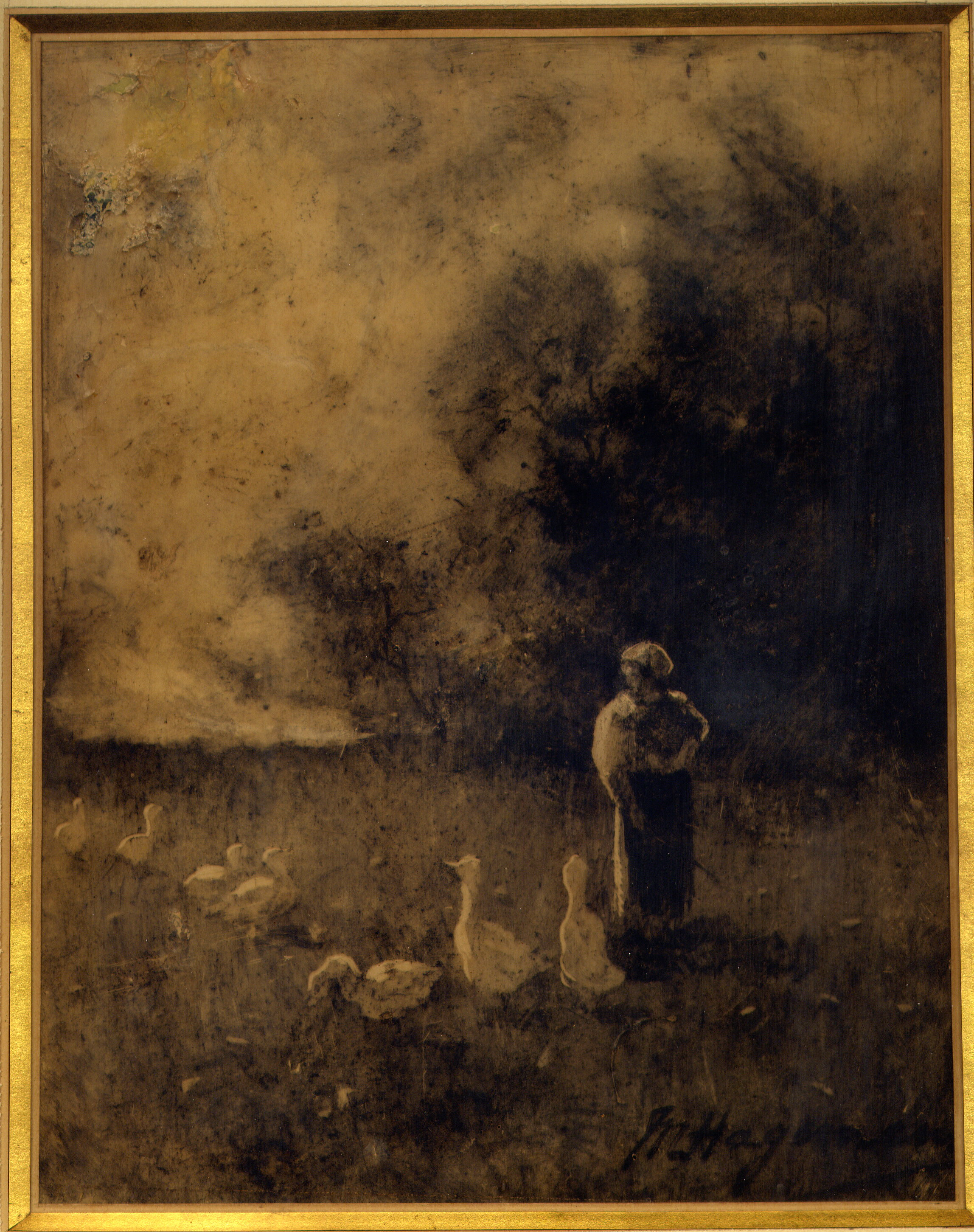
La gardeuse d'oies, par Maurice Hagemans

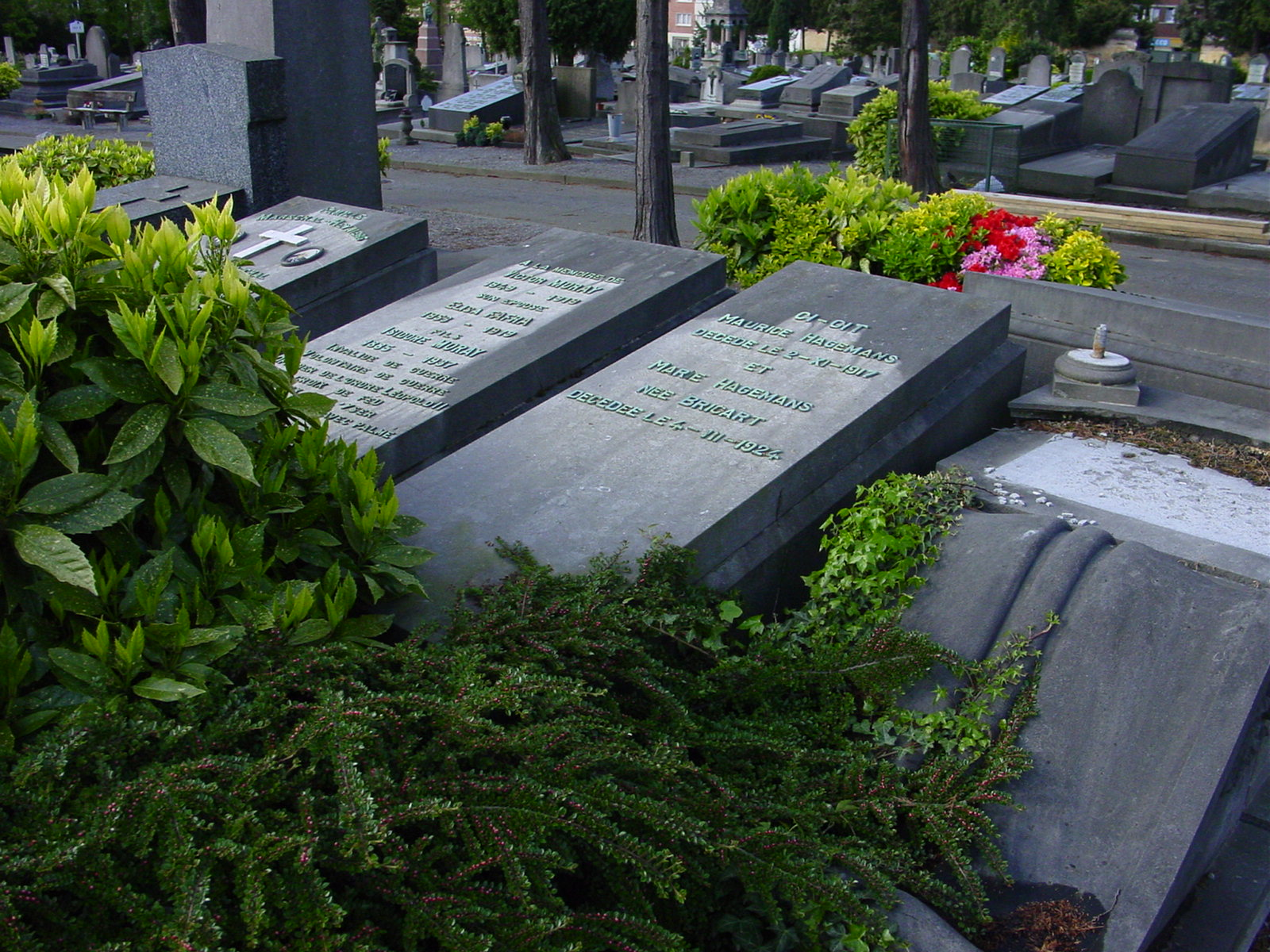
La tombe de Maurice Hagemans au cimetière d'Ixelles en 2002, avant rénovation

Connu comme aquarelliste et excellent dans les scènes champêtres, et ami de Félicien Rops, Maurice Hagemans fit avec lui un voyage de formation en Norvège et en Allemagne en 1876.
Il se forma également à Anvers de 1884 à 1887, comme peintre de marines.
Mais c'est ensuite à Bruxelles qu'il exerça sa carrière. Il a également vécu et travaillé à Anseremme, à l'Auberge des Artistes, où se rejoignait pendant l'été la « colonie d'Anseremme ».
Camille Lemonnier appréciait son œuvre dont il aimait « la virtuosité si preste et si émaillée ».

## Vie familiale
Marié à Marie Bricart (Falmignoul, 23 janvier 1855 - Ixelles, 4 mars 1924), il est le père de 7 enfants, dont :
- Paul Hagemans, artiste peintre ;
- Germaine Hagemans, artiste peintre.

Il est enterré au cimetière d'Ixelles ou l'on peut encore voir sa tombe qui a été récemment[Quand ?] rénovée.

## Distinction
- Chevalier de l'ordre de Léopold (16 janvier 1892)[1].